# Draba exuguiculata
Draba exuguiculata là một loài thực vật có hoa trong họ Cải. Loài này được (O.E.Schulz) C.L.Hitchc. mô tả khoa học đầu tiên năm 1941.